# Sindykato
Sindykato fue una banda de rock uruguayo de fines de los años 60 y primera mitad de los años 70, junto con Psiglo referente de esa época, aunque su estilo es más propio de los 60 por su orientación psicodélica que en algunos puntos recuerda a The Animals. Su música era un estilo de candombe, con rock y psicodelia sobre todo en su primer álbum.

## Historia
El primer ensayo de la banda tuvo lugar el 1 de septiembre de 1969 y participaron los cuatro integrantes fundadores: Juan E. Des Crescenzio , Miguel A. Livichich, Oscar Rial y J. Carlos Tizzi. Algunas semanas después se agregó al grupo Santiago Poggi.
En el Festival de Música Beat de Piriàpolis de 1969 obtuvieron el primer puesto con la canción "La fuga de la carbonería" compuesta por su líder Miguel Livichich la cual relataba la célebre fuga del Penal de Punta Carretas de 1931.
En este período formó parte de la banda "Chichito" Cabral quien participó en la grabación del tema "Montevideo" del primer LP.
Miguel Livichich dejaría la banda antes de que grabaran su 2º LP, para conformar el grupo Miguel y el Comité.
El 24 de febrero de 1973 son invitados a participar en el Festival de la Solidaridad Chile-Vietnam en el Estadio Centenario junto con Alfredo Zitarrosa, Víctor Heredia, Vera Sienra, Psiglo, Quilapayún, Dean Reed y Camerata

## Integrantes
- Miguel A. Livichich: guitarra, voz (1969-1971)
- Juan E. Des Crescenzio: guitarra. voz (1969-1973)
- Oscar Rial: batería, percusión (1969-1973)
- Santiago Poggi: teclados. órgano, piano (1969-1974)
- J. Carlos Tizzi: bajo (1969-1972)
- Héctor "Cacho" Tejera: tumbadoras (1971-1974)
- Mario “Chichito” Cabral: tumbadoras (1971)
- Mario Poggi: flauta dulce(1971-1974).
- Jorge Galemire: guitarra, voz (1973-1974)
- Buby Paolillo: bajo (1973-1974)
- Mingo Roverano: batería (1973-1974)
- Walter Venencio: bajo (1973-1974).

## Discografía

### Long Plays
- Sindykato (Sondor, 33112. Diciembre de 1970)
- El Sindykato (Macondo, GAM 552. Octubre de 1972)
- Vuelve a tu país (Macondo, GAM 580. 1974)

### Simples
- La fuga de la carbonería / Tu nombre y la calle (Sondor 50.115. 1970)
- Graf-Spee / Los pañuelos (Sondor 50.123. 1970)
- Para hacer música, para hacer / Montevideo, no puedo estar más aquí (Sondor 50.155. 1971)
- Don Martín / Inocentes navegantes (1972)